# Incendi del sabato nero
Gli incendi del sabato nero (in inglese: Black Saturday bushfires) sono stati una serie di incendi boschivi scoppiati nello stato australiano di Victoria il 7 febbraio 2009.
Questo gruppo di incendi è considerato il più letale del XXI secolo e il 5º incendio più letale in assoluto.